# Manfred Richter (Politiker, 1948)
Manfred Richter (* 2. Dezember 1948 in Kölln-Reisiek) ist ein deutscher Lehrer, FDP-Politiker und ehemaliger Oberbürgermeister von Bremerhaven.

## Leben

### Ausbildung und Beruf
Richter wurde im Kreis Pinneberg geboren und ist in Bremerhaven aufgewachsen. Er besuchte von 1955 bis 1961 die Körnerschule I als Grundschule, von 1961 bis 1965 die Körnerschule II als Mittelschule und von 1965 bis 1967 die Pestalozzischule II als Wirtschaftsgymnasium, wo er auch das Abitur absolvierte. Es folgte von 1967 bis 1970 das Studium an der Pädagogischen Hochschule Bremen. Richter ist verheiratet. Die Lehrerprüfungen legte er 1970 nd 1974 ab. Von 1970 bis 1978 und von 1983 bis 1987 war er Lehrer in Bremerhaven, ab 1985 Rektor der Pestalozzischule I. Von 1994 bis 1995 war er freiberuflicher Industrieberater für den Verband Schiffbau und Meerestechnik.

### Politik
Seit 1966 ist Richter FDP-Mitglied. Er war Mitglied im Landesvorstand der Deutschen Jungdemokraten in Bremen, ab 1971 Landesvorsitzender. Von 1978 bis 1987 war er stellvertretender Landesvorsitzender, ab 1979 Mitglied im Bundesvorstand und von 1980 bis 1987 Vorsitzender des Kreisverbands Bremerhaven der FDP. Anschließend war er von 1987 bis 1994 Vorsitzender des Landesverbandes der Partei. 
Von 1978 bis 1983 war er Mitglied der Bremischen Bürgerschaft.
Richter kandidierte im Wahlkreis 52 in den Jahren 1972, 1976 und 1980 für den Bundestag und war von 1987 bis 1994 Mitglied des Deutschen Bundestages. Er war von 1990 bis 1994 parlamentarischer Geschäftsführer der Bundestagsfraktion. Unterlagen über seine Abgeordnetentätigkeit befinden sich im Archiv des Liberalismus der Friedrich-Naumann-Stiftung für die Freiheit in Gummersbach.
Nach der Zeit als Oberbürgermeister wirkte er freiberuflich als Wahlkampfleiter der FDP Hamburg bei der Bürgerschaftswahl 2001, bei der Wahlkampforganisation der FDP im Landtagswahlkampf in Sachsen-Anhalt von 2002 und im Landtagswahlkampf in Mecklenburg-Vorpommern von 2002 und 2006 sowie als Wahlkampfleiter der FDP im Landtagswahlkampf in Brandenburg in den Jahren 2004 und 2009.

### Oberbürgermeister
1995 wurde er zum Oberbürgermeister der Stadt Bremerhaven gewählt. Während dieser Amtszeit war er Vorsitzender von unterschiedlichen Verwaltungs- und Aufsichtsräten, Mitglied des Hauptausschusses des Deutschen Städtetages und stellvertretender Vorsitzender des Kommunalen Arbeitgeberverbandes Bremen. 1999 trat er vom Amt des Oberbürgermeisters aus gesundheitlichen Gründen zurück und arbeitet freiberuflich als Berater für Politik und Kampagnen.

### Sonstige Mitgliedschaften
- Richter ist Mitglied der evangelischen Kirche
- Richter war von 2003 bis 2023 Schatzmeister und Mitglied des Vorstands der Friedrich-Naumann-Stiftung für die Freiheit in Potsdam
- Er ist Mitglied des Amateur-Kabaretts „Die Müllfischer“.
- Er war von 1992 bis 2003 Mitglied des Kuratoriums der Stiftung Reichspräsident-Friedrich-Ebert-Gedenkstätte in Heidelberg.
- Er war von 2002 bis 2004 Präsident der Deutschen Gruppe der Liberal International und von 2003 bis 2005 deren Vizepräsident.